# Surinams riksvapen
Surinams riksvapen härstammar från 1600-talet och visar ett segelfartyg och en palm som symboler för handel och jordbruk. Gruvdriften får sitt uttryck i diamantformen mitt på skölden. Sköldhållarna är indianer - urbefolkningen i Surinam.